# Oldřich Mikulášek

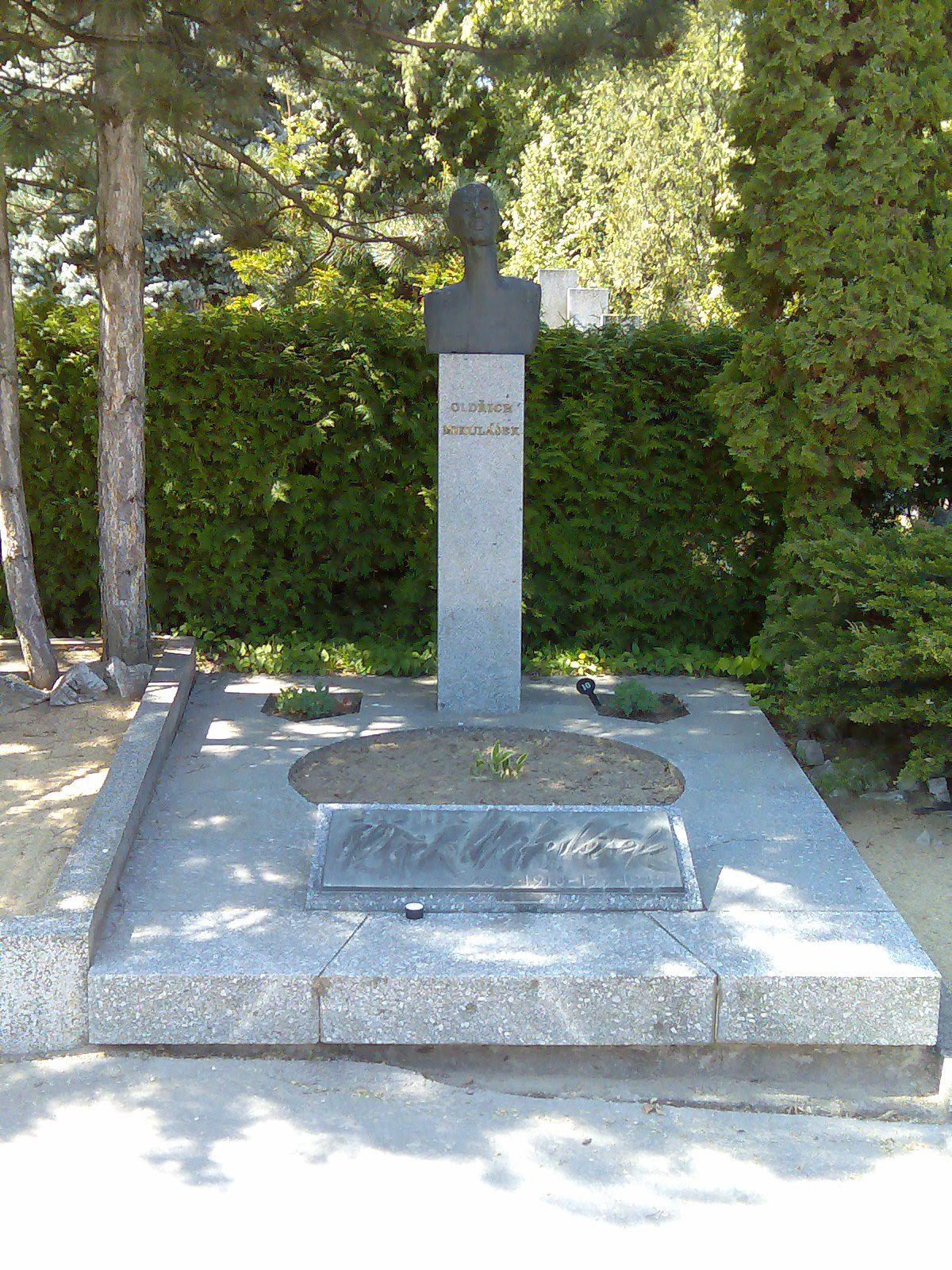
Grób Oldřicha Mikuláška

Oldřich Mikulášek (ur. 26 maja 1910 w Przerowie, zm. 13 lipca 1985 w Brnie) – czeski poeta i publicysta.

## Elementy biograficzne
Pochodził z rodziny kolejarza. Po ukończeniu w 1927 szkoły podstawowej uczył się w szkole handlowej. Potem imał się różnych zajęć, przez pewien czas był bezerobotny. Po nieudanej próbie założenia poświęconego sportowi tygodnika kierował działem sportowym przerowskiego pisma "Obzor". W 1937 przeniósł się do Brna. Tam pracował w redakcji dziennika "Lidové noviny", potem w dzienniku "Rovnost", "Svobodnych novinach", Radiu Czechosłowackim i periodyku literacko-kulturalnym "Host do domu". W 1967 uległ ciężkiemu wypadkowi i przeszedł na rentę inwalidzką. W latach 70. z powodów politycznych nie mógł publikować w obiegu oficjalnym.

## Twórczość
Jako poeta debiutował na łamach "Obzoru" w 1929. Pierwszy jego tomik zdradza wpływy poetyzmu. Kolejne zbiorki każą upatrywać ówczesnego mistrza Mikuláška we Františku Halasie. W latach wojennych Mikulášek zbliżył się do poetyki Grupy 42, ale do niej nie wstąpił. Po przewrocie komunistycznym w 1948 oddał w dwu tomikach dań socrealizmowi, później jednak wrócił do liryki trudnej, i mrocznej, ukazującej całe skomplikowanie i tragizm ludzkiej egzystencji, opartej na kontraście i dialogu.

### Książki poetyckie
- Černý bílý ano ne (Czarny biały tak nie), 1930
- Marné milování (Próżne kochanie), 1940
- Křídlovka (Trąbka), 1941
- Tráva se raduje (Trawa się cieszy), 1942
- Podle plotu (Koło płotu), 1946
- Pulsy (Tętna), 1947
- Horoucí zpěvy (Gorące pieśni), 1955
- Divoké kačeny (Dzikie kaczki), 1955
- Krajem táhne prašivec (Przez kraj ciągnie parszywiec), 1957
- Ortely a milosti (Wyroki i ułaskawienia), 1958
- První obrázky (Pierwsze obrazki), 1959
- Albatros, 1961
- Svlékání hadů (Węże zrzucają skórę), 1963
- To královské (To królewskie), 1966
- Šokovaná růže (Zszokowana róża), 1969
- Červenec (Lipiec), 1980 – wybór wierszy
- Agogh (Agog), Monachium 1980, wydanie czechosłowackie 1989
- Žebro Adamovo (Żebro Adama), 1981 – wiersze z lat 1971 – 1973
- Velké černé ryby a dlouhý bílý chrt (Wielkie czarne ryby i długi biały chart) – wiersze z lat 1974 – 1975
- Sólo pro dva dechy (Solo na dwa oddechy), 1983
- Čejčí pláč (Płacz jaskółek), 1984
- Druhé obrázky (Drugie obrazki), 1986

### Wydanie zbiorowe
- Verše, oprac. J. Kudrnáč. Z. Drahoš, 1997-2000

## Recepcja polska
W 1985 nakładem katowickiego wydawnictwa „Śląsk” ukazał się wybór poezji Mikuláška pt. Coś jest w powietrzu, wyboru dokonał Andrzej Czcibor-Piotrowski.

## Literatura
- M. Petříček, Oldřich Mikulášek: rozpory a jednota tvorby. Praha 1970 Československý spisovatel
- Z. Černá, S. Mouchová, Oldřich Mikulášek, 1970
- Jiří Opelík, Zaumné verše v poezii Oldřicha Mikuláška. „Česká literatura” 1990, nr 4
- Petr Hruška, Mikulášek Oldřich (hasło) (W:) Slovník českých spisovatelů od roku 1945, red. Pavel Janoušek, t. II, Praha 1998
- Edward Madany, Mikulášek Oldřich (hasło). (W:) Mały słownik pisarzy zachodniosłowiańskich i południowosłowiańskich, red. Józef Magnuszewski, Warszawa 1973
- Jacek Illg, Przedmowa [do:] O. Mikulášek, Coś jest w powietrzu, Katowice 1985
- Leszek Engelking, Poetycki egzystencjalista sans le vouloir. “Literatura na Świecie” 1986, nr 8